# Josef Hoffmann
Josef Hoffmann (n. 15 decembrie 1870, Brtnice⁠(d), Vysočina, Cehia – d. 7 mai 1956, Viena, Austria) a fost un arhitect profesor și designer de bunuri de consum austriac.

## Biografie
Hoffmann s-a născut în Pirnitz / Brtnice, Moravia (ce face parte acum din Republica Cehă), Austro-Ungaria. A studiat la Școala de Meserii din Brno / Brünn începând din 1887 și apoi a lucrat pentru autoritatea de planificare militară locală din Würzburg, Germania. Ulterior, el a studiat la Academia de Arte Frumoase din Viena cu Karl Freiherr von Hasenauer și Otto Wagner, absolvind cu Prix de Rome în 1895. În biroul lui Wagner l-a întâlnit pe Joseph Maria Olbrich și împreună au fondat Secesiunea Vieneză în 1897, împreună cu artiștii Gustav Klimt și Koloman Moser. Începând din 1899 a predat la Kunstgewerbeschule, acum Universitatea de Arte Aplicate din Viena. Ca membru al Secesiunii, Hoffmann a dezvoltat relații puternice cu alți artiști. El a proiectat spațiile interioare în care aveau loc expozițiile Secesiunii și o casă pentru Moser, care a fost construită în perioada 1901-1903. Cu toate acestea, el a părăsit curând Secesiunea în 1905, împreună cu alți artiști din cauza conflictelor cu naturaliștii realiști cauzate de diferențele de viziune artistică și dezacordul cu privire la premisele Gesamtkunstwerk. Împreună cu bancherul Fritz Wärndorfer și cu artistul Koloman Moser a fondat compania Wiener Werkstätte, care a funcționat până în 1932. El a proiectat mai multe articole pentru Wiener Werkstätte precum scaune și fotolii, dintre care scaunul "Sitzmaschine", o lampă și seturi de pahare au ajuns în colecția Muzeului de Artă Modernă, iar un serviciu de ceai a ajuns la Muzeul Metropolitan de Artă.

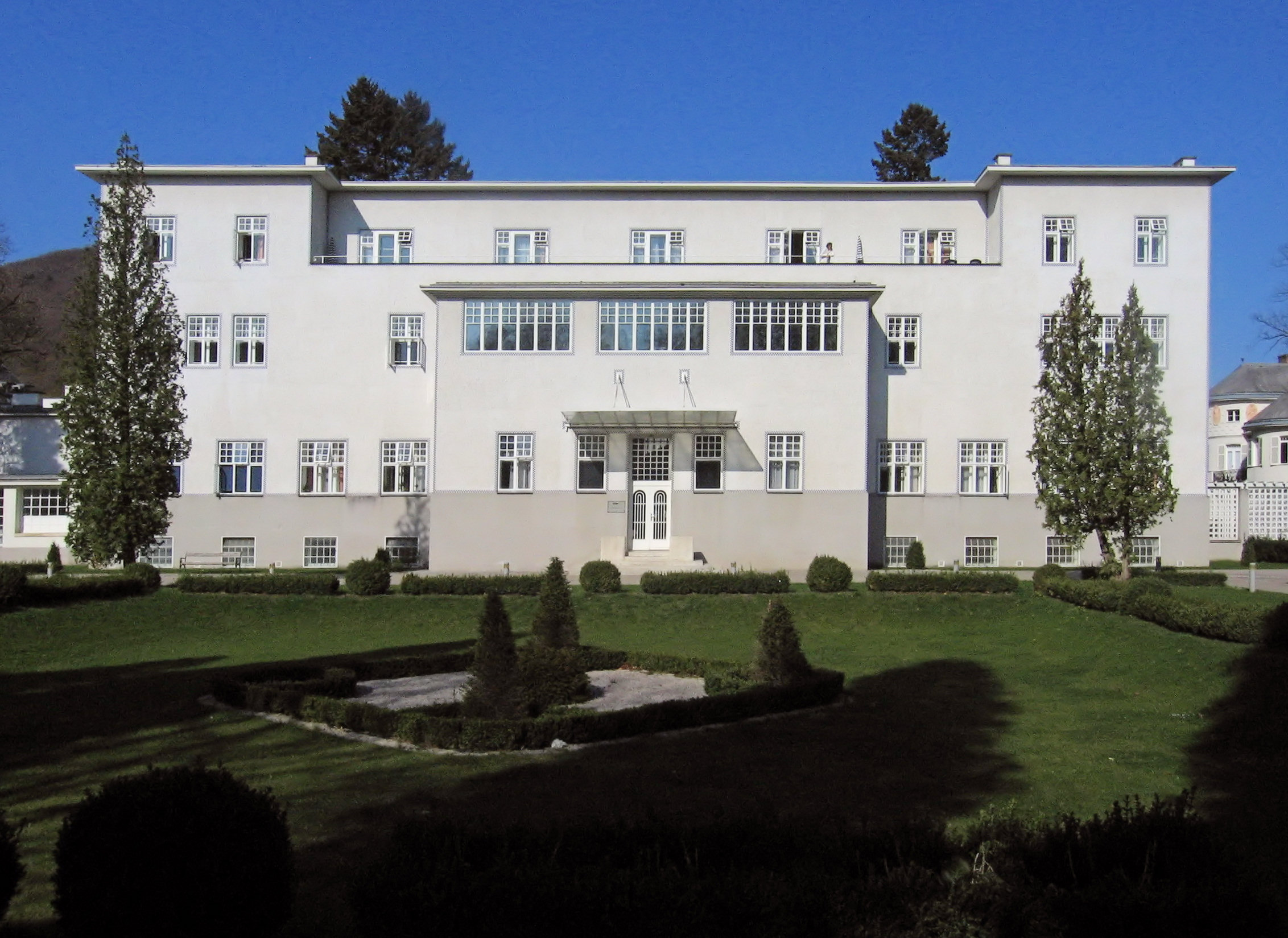
Sanatoriul Purkersdorf

Stilul lui Hoffmann a devenit în cele din urmă mai sobru și mai abstract și s-a limitat tot mai mult la structuri funcționale și la articole casnice. În 1906 Hoffmann a construit prima sa mare clădire la marginea orașului Viena, Sanatoriul Purkersdorf. Prin comparație cu Casa Moser, cu acoperișul său rusticizat, clădirea sanatoriului a fost un pas mare spre abstractizare și o îndepărtare de istoricism și de tradiționalismul mișcării Arts and Crafts. Acest proiect a servit ca un important precedent și o sursă de inspirație pentru arhitectura modernă, care s-a dezvoltat în prima jumătate a secolului al XX-lea, spre exemplu pentru activitatea de început a lui Le Corbusier. Ea a avut claritatea, simplitatea și logica pe care po refigura Neue Sachlichkeit.
Prin contactele cu Adolphe Stoclet, care făcea parte din consiliul de supraveghere al Austro-Belgischen Eisenbahn Gesellschaft, compania feroviară austro-belgiană, Hoffmann a primit comanda de a construi Palais Stoclet din Bruxelles, între anii 1905 și 1911, pentru bogatul bancher și industriaș feroviar Adolphe Stoclet. Această capodoperă a stilului secesionist, a fost un exemplu de Gesamtkunstwerk, plin cu picturi murale realizate în sala de mese de Klimt și cu patru sculpturi de cupru realizate pe turn de Franz Metzner. În 1907, Hoffmann a fost co-fondator al Deutscher Werkbund, iar în 1912 a companiei Österreichischer Werkbund. După al Doilea Război Mondial, el a primit însărcinări oficiale, în calitate de comisar general austriac la Bienala de la Veneția și membru în senatul artistic.

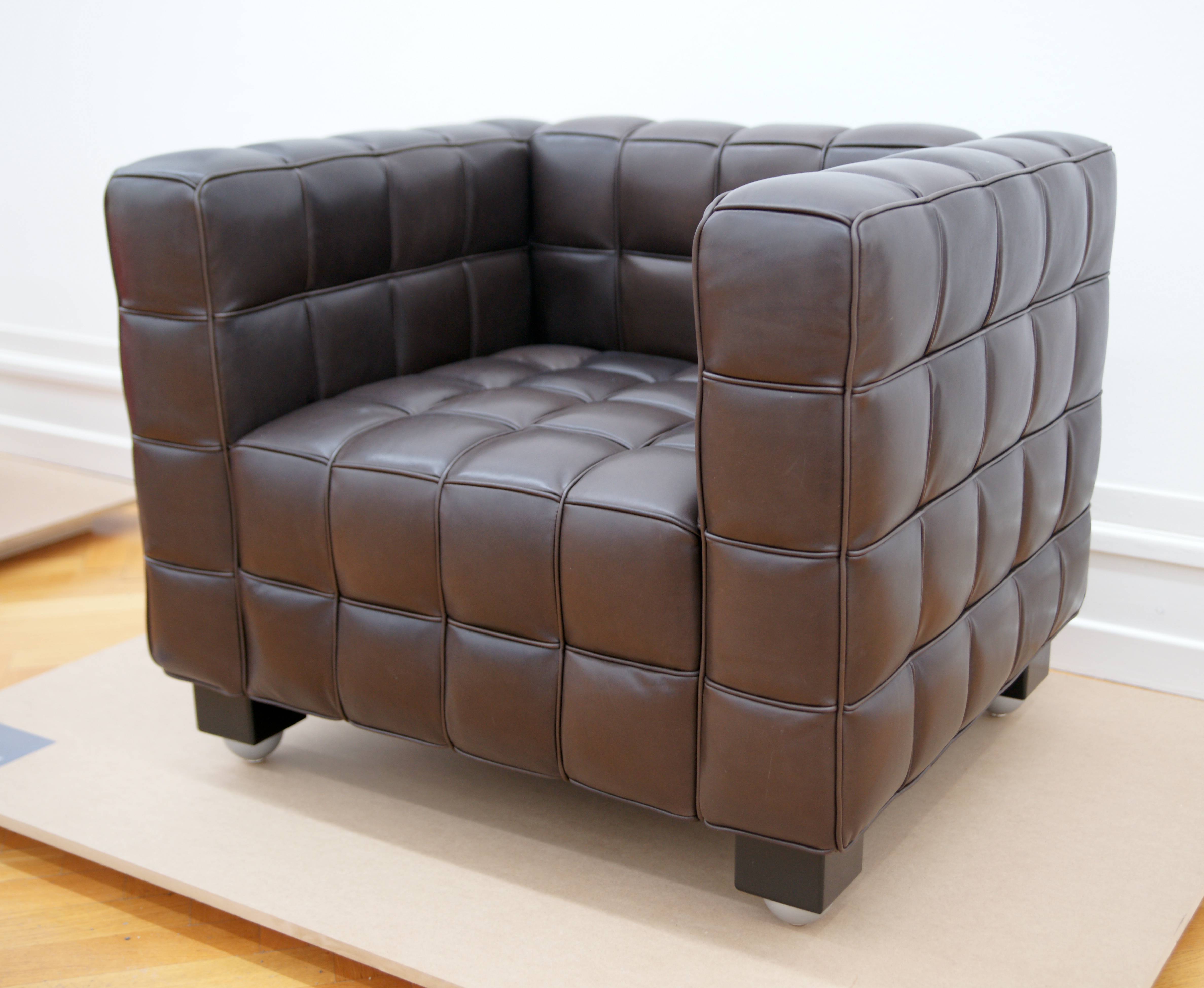
Fotoliul Kubus

Unele dintre articolele casnice proiectate de Hoffmann se mai află și astăzi în producție, precum setul de tacâmuri Rundes Modell, care este fabricat de compania Alessi. Setul era produs inițial din argint, iar acum este realizat din oțel inoxidabil de înaltă calitate. Un alt exemplu al modelului pătratic și al liniilor geometrice stricte ale lui Hoffmann este fotoliul Kubus. Proiectat în 1910, el a fost prezentat la Expoziția Internațională ce a avut loc în Buenos Aires cu ocazia centenarului independenței Argentinei cunoscută ca Revoluția din Mai. Utilizarea constată de către Hoffmann a pătratelor și cuburilor i-au adus porecla Quadratl-Hoffmann („Pătratul Hoffmann”).

## Profesor la Kunstgewerbeschule
Deși le-a spus puțin studenților săi, Hoffmann a fost un profesor foarte stimat și admirat. El a încercat să scoată tot ce era mai bun din fiecare student al său prin provocarea de a lucra ocazional la diferite comenzi reale. În cazul în care a detectat talente în rândul tinerilor artiști el a fost dispus sau dornic să-i promoveze; Oskar Kokoschka, Egon Schiele și Le Corbusier au fost cei mai cunoscuți beneficiari ai atenției și bunăvoinței sale din rândul noii generații; alții au fost puternic influențați de estetica lui precum designerii americani Edward H. și Gladys Aschermann și Louise Brigham. Designera germană Anni Schaad a fost una dintre studentele sale. Le Corbusier a primit un loc de muncă în biroul său, Schiele a fost ajutat financiar, iar Kokoschka a  primit lucrări pentru Wiener Werkstätte. Ca membru al juriului internațional la concursul de proiecte pentru palatul Ligii Națiunilor de la Geneva din 1927, el a făcut parte din minoritatea care a votat pentru proiectul lui Le Corbusier, iar acesta din urmă vorbea mereu cu admirație de colegul său vienez. Hoffmann a votat pentru unirea Austriei cu Germania și, după cum s-a menționat în cartea Good Living Street. The fortunes of my Viennese family (2011) a lui Tim Bonyhady, arhitectul a fost admirat de către naziști care l-au numit comisar special pentru arte și meserii al Vienei și l-au însărcinat cu remodelarea clădirii fostei ambasade germane în "Haus der Wehrmacht" pentru ofițerii germani. După ce a fost folosită de către Guvernul Britanic între anii 1945 și 1955 clădirea a fost demolată. Hoffmann a murit la Viena, în vârstă de 85 de ani.

## Receptarea critică a lucrărilor sale și reputația postumă
Receptarea critică a operei lui Hoffmann a reflectat fidel schimbarea gusturilor și ideologii în istoria arhitecturii din secolul al XX-lea. El a beneficiat de o atenție favorabilă din partea criticii la începutul carierei sale; The Studio l-a adus în anul 1901 în atenția lumii vorbitoare de limba engleză printr-un articol ilustrat scris de Fernand Khnopff. A avut parte, de asemenea, de o acoperire extinsă în volumul special The Art Revival in Austria, care a fost publicat de The Studio în anul 1906. În Franța, revista Art et décoration a publicat recenzii favorabile ale operelor sale timpurii sau mature. În mod natural, cele mai extinse și mai detaliate recenzii se găsesc în periodicele de limbă germană, în special Deutsche Kunst und Dekoration în care i-au fost dedicate multe articole bine ilustrate. Expozițiile internaționale de lucrări ale sale au contribuit, de asemenea, ca numele său să fie cunoscut, iar mulți distinși colaboratori de la Festschrift l-au aclamat  ca pe un maestru cu prilejul aniversării vârstei de 60 de ani. A fost decorat cu crucea de comandor al Legiunii de Onoare și cu titlul de Honorary Fellowship al American Institute of Architects. Criticul Henry Russell Hitchcock a scris în 1929: „În Germania, ca și în Austria, stilul lui Hoffmann a influențat profund Noua Tradiție”. Doar trei ani mai târziu, cu toate acestea, atunci când, împreună cu Philip Johnson a publicat The International Style, numele lui Hoffmann nici măcar nu a mai fost menționat de Hitchcock. Siegfried Giedion în influenta revistă Space, Time and Architecture a scris că opera lui Hoffmann nu s-ar potrivi cu ușurință în versiunea simplificată a istoriei arhitecturii. În ciuda onorurilor și laudelor primite cu ocazia aniversării a 80 și 85 de ani, el era practic uitat la momentul morții sale. Deși adevărata lui valoare a fost recunoscută de maeștri precum Alvar Aalto, Le Corbusier, Gio Ponti și Carlo Scarpa, tânăra generație de arhitecți și istorici l-a ignorat.
Procesul de redescoperire și de reevaluare a operei sale a început în 1956 cu o carte scrisă de Giulia Veronesi și a luat amploare în cursul anilor 1970 printr-o serie de expozitii și prin publicații tematice. În anii 1980, au fost publicate mai multe monografii și s-au organizat importante expoziții. Au început să apară imitații ale stilului său,iar replici ale mobilierului și ale altor obiecte proiectate de el au avut parte de succes comercial, în timp ce articolele și proiectele originale realizate de mâna sa au fost vândute la prețuri record de către casele de licitații.

## Arhitectură funcțională

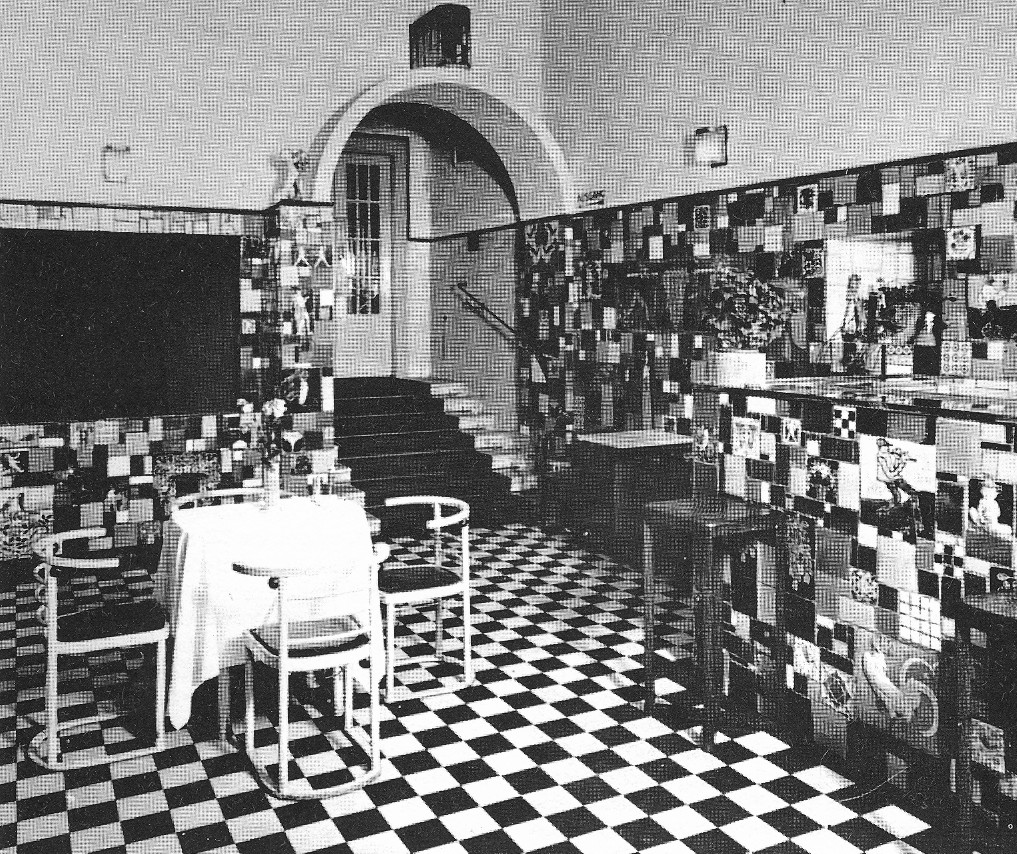
Kabarett Fledermaus din Viena

- 1900-1911 Designer pentru colonia de artiști Hohe Warte
- 1900-1901 Casă dublă pentru Koloman Moser și Carl Moll
- 1904 Sanatoriul Purkersdorf
- 1905-1906 Casa scriitorului Richard Beer-Hofmann din Viena
- 1905-1911 Casa Stoclet din Bruxelles, Belgia
- 1907 decorațiunile interioare de la Kabarett Fledermaus din Viena
- 1909-1911 Reședința Ast din Viena
- 1913-1915 Reședința Skywa-Primavesi din Viena
- 1913-1914 Casa de vacanță a lui Otto Primavesi (www.primavesi.eu) din Kouty nad Desnou (Winkelsdorf), Moravia (distrusă de un incendiu în anul 1922[30])
- 1919-1924 Casa Sigmund Berl din Bruntal, Moravia
- 1920-1921 Vila lui Fritz Grohmann din Vrbno pod Pradedem, Moravia
- 1923-1925 Complexul de locuințe Urban Klosehof
- 1924-1925 Villa Knips din Viena, pentru Sonja Knips
- 1930-1932 Patru rânduri de case pentru cartierul vienez Werkbund
- 1934 Pavilionul Austriei pentru Bienala de la Veneția

## Articole de mobilier proiectate

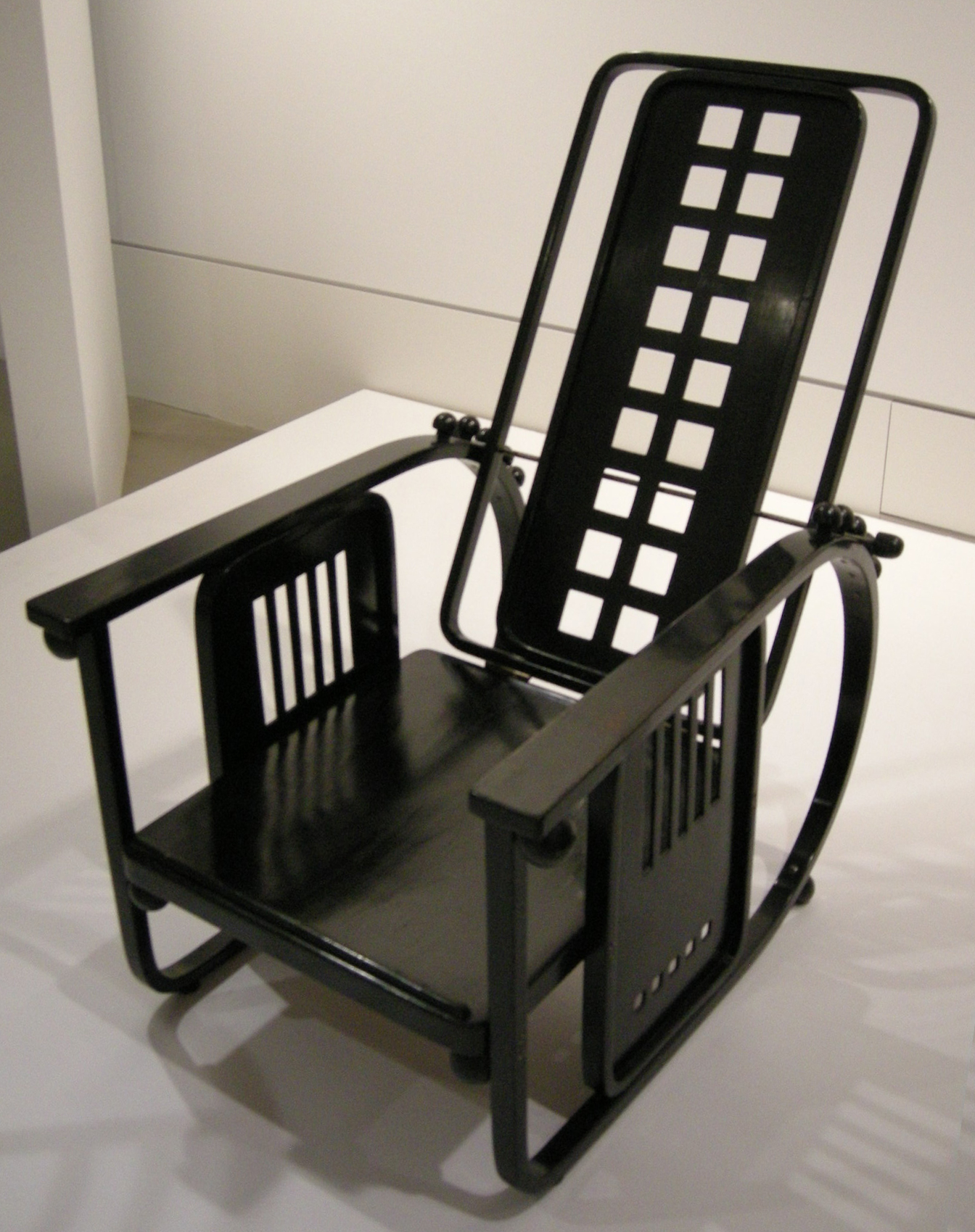
Fotoliul Sitzmaschine de culoare neagră

- 1904 Fotoliul Purkersdorf
- 1905 Fotoliul Sitzmaschine
- 1905 Fotoliul Kunstschau
- 1905-1910 Fotoliul Palais Stoclet
- 1907 Scaunul Fledermaus
- 1908 Scaunul Siebenkugelstuhl
- 1908 Scaunul Armloffel
- 1910 Fotoliul Kubus
- 1910 Fotoliul Club
- 1911 Scaunul Haus Koller

## Articole conexe
- Listă de artiști plastici și arhitecți austrieci